# بروس بينيت
بروس بينيت (بالإنجليزية: Bruce Bennett)‏ (و. 1906 – 2007 م) هو ممثل، ومنافس ألعاب قوى، وممثل أفلام، وممثل تلفزيوني، من الولايات المتحدة الأمريكية، ولد في تاكوما، واشنطن، شارك في ألعاب أولمبية صيفية 1928، توفي في لوس أنجلوس، عن عمر يناهز 101 عاماً.

## التعليم
تعلم في جامعة واشنطن.

## وصلات خارجية
- بروس بينيت على موقع أوليمبيديا (الإنجليزية)
- بروس بينيت على موقع IMDb (الإنجليزية)
- بروس بينيت على موقع ألو سيني (الفرنسية)
- بروس بينيت على موقع أول موفي (الإنجليزية)
- بروس بينيت على موقع قاعدة بيانات الأفلام السويدية (السويدية)
- بروس بينيت على موقع إن إن دي بي (الإنجليزية)
- بروس بينيت على موقع قاعدة بيانات الفيلم (الإنجليزية)